# Joseph Mukasa Zuza
Joseph Mukasa Zuza (Malembo, Malawi, 2 de outubro de 1955 – Mzimba, 15 de janeiro de 2015) foi Bispo de Mzuzu.
Joseph Mukasa Zuza estudou teologia no Seminário Maior Kachebere em Mchinji e foi ordenado em 25 de julho de 1982 para a Diocese de Mzuzu.
Em 3 de março de 1995, o Papa João Paulo II o nomeou Bispo de Mzuzu. O Pró-Núncio Apostólico em Malawi, Dom Giuseppe Leanza, o consagrou em 6 de maio do mesmo ano; Co-consagradores foram o Bispo de Chikwawa, Felix Eugenio Mkhori, e o Bispo de Lilongwe, Tarcisius Gervazio Ziyaye.
Zuza atuava como Presidente da Conferência Episcopal do Malawi (ECM) desde 2011. Ele ocupou vários outros cargos na União das Conferências Episcopais da África Oriental (AMECEA). Foi Grão-Chanceler da Universidade Católica do Malawi (CUNIMA).
Ele estava comprometido com muitas questões sociais e socioeconômicas em seu país de origem e pediu o desenvolvimento de uma cultura africana separada. Participou do Sínodo Extraordinário dos Bispos sobre a Família, em Roma, em outubro de 2014.
O bispo Zuza morreu em um acidente de carro em janeiro de 2015.